# Tercetilja
Tercerilja (šp. tercerilla/tercetillo) je vrsta terceta, to je strofa od tri stiha u kojoj stihovi imaju do osam slogova. Najčešće su to osmerci. Može imati asonantsku ili konsonantsku rimu. Primer tercerilje su stihovi Viljaespese: 

a     Granada, Granada
–        de tu poderío

a      ya no queda nada.